# Эркеч
Эркеч (азерб. Erkeç) — село в Геранбойском районе Азербайджана.
Является бывшей частью муниципалитета Mənəşli. Находится на расстоянии 30 км от горы Муровдаг.

## История
В 1908 году армянское село Эркедж с населением 780 человек Елизаветпольского уезда Елизаветпольской губернии Российской империи. В советское время входило в населенный в основном армянами Шаумяновский район Азербайджанской ССР.
В ходе Карабахского конфликта в июне 1991 года в селе проходила Операция «Кольцо». 23-я дивизия и азербайджанский ОМОН заняли село, при этом его население было изгнано, двое жителей деревни погибли. В сентябре 1991 года армяне отбили полуразрушенное село.
2 сентября 1991 года на совместной сессии Нагорно-Карабахского областного и Шаумяновского районного Советов народных депутатов была принята Декларация о провозглашении Нагорно-Карабахской Республики в границах Нагорно-Карабахской автономной области (НКАО) и сопредельного Шаумяновского района Азербайджанской ССР.
Указом Президиума Верховного Совета Азербайджанской ССР от 14 января 1991 года и Решением Верховного Совета Азербайджанской ССР от 7 февраля 1991 года Шаумяновский (сельский) район был упразднён и присоединён к территории Касум-Исмайловского района, переименованного в Гёранбойский район.
После наступления азербайджанских войск летом 1992 года над селом вместе со всем Шаумяновским районом был восстановлен контроль Азербайджана.